# Roberto Romero Hernández
Roberto Romero Hernández (Chihuahua, 30 de enero de 2000) es un artista marcial mixto mexicano que compite en la división de peso ligero de la Ultimate Fighting Championship (UFC).

## Carrera de artes marciales mixtas

### Combate Global
En julio de 2021, Romero firmó con la promoción hispana Combate Global; el 21 de agosto del mismo año, derrotó a Michael Martinez en Combate Global: Combat Cup. Un mes después el 10 de septiembre, sumó otra victoria a su récord, ante Carlos Tenorio en Combate Global: Pérez vs. Roa.
En 2022, Romero encabezaría dos eventos de Combate Global en los días 19 de agosto y 30 de septiembre, llevándose la victoria en ambas peleas: contra Ivan Tena por decisión unánime para destronarle el invicto y Daniel Ayala por nocaut técnico en el primer asalto, respectivamente.
Romero se enfrentó a Justin Vazquez el 16 de julio de 2023 en Combate Global: Mexico vs. USA, ganando la pelea por decisión unánime. El 17 de diciembre en Combate Global: Mexico vs Ireland, tuvo su primera derrota en la promoción al caer ante Patrick Lehane por decisión unánime.

### Ultimate Fighting Championship
Romero hizo su debut promocional el 16 de noviembre de 2024 en UFC 309, ocupando el lugar de Lucas Almeida (sacado del evento por problemas médicos) en su combate ante David Onama. Perdió la pelea por decisión unánime.
Se esperaba que Romero enfrentara a Alberto Montes el 12 de abrl de 2025 en UFC 314. Sin embargo, Montes fue retirado de la pelea por razones desconocidas, por lo que Romero fue reprogramado para enfrentar a Timothy Cuamba en el evento posterior, UFC on ESPN 66. No obstante, esta pelea la perdió por nocaut técnico.

## Récord en artes marciales mixtas
| Récord profesional | Récord profesional | Récord profesional |
| 14 peleas          | 8 victorias        | 5 derrotas         |
| ------------------ | ------------------ | ------------------ |
| Nocaut             | 3                  | 2                  |
| Sumisión           | 2                  | 0                  |
| Decisión           | 3                  | 3                  |
| Empate             | 1                  | 1                  |

| Resultado | Récord | Oponente                | Método                           | Evento                                    | Fecha                    | Ronda | Tiempo | Localización           | Notas |
| --------- | ------ | ----------------------- | -------------------------------- | ----------------------------------------- | ------------------------ | ----- | ------ | ---------------------- | ----- |
| Derrota   | 8–5–1  | Timothy Cuamba          | TKO (rodillazo volador y golpes) | UFC on ESPN: Machado Garry vs. Prates     | 26 de abril de 2025      | 2     | 3:55   | Kansas City, Misuri    |       |
| Derrota   | 8–4–1  | David Onama             | Decisión (unánime)               | UFC 309                                   | 16 de noviembre de 2024  | 3     | 5:00   | Nueva York, Nueva York |       |
| Victoria  | 8–3–1  | Takahiro Ashida         | Sumisión (rear-naked choke)      | Combate Global: Mexico vs. Japan 2        | 27 de julio de 2024      | 1     | 4:45   | Miami, Florida         |       |
| Derrota   | 7–3–1  | Patrick Lehane          | Decisión (unánime)               | Combate Global: Ireland vs. Mexico        | 17 de septiembre de 2023 | 3     | 5:00   | Miami, Florida         |       |
| Victoria  | 7–2–1  | Justin Vazquez          | Decisión (unánime)               | Combate Global: Mexico vs. USA            | 16 de julio de 2023      | 3     | 5:00   | Miami, Florida         |       |
| Victoria  | 6–2–1  | Daniel Ayala            | TKO (golpes)                     | Combate Global: Romero vs. Ayala          | 30 de septiembre de 2022 | 1     | 4:28   | Miami, Florida]]       |       |
| Victoria  | 5–2–1  | Ivan Tena               | Decisión (dividida)              | Combate Global: Tena vs. Romero           | 19 de agosto de 2022     | 3     | 5:00   | Miami, Florida         |       |
| Empate    | 4–2–1  | Zedekiah Montañez       | Empate (mayoritario)             | Combate Global: Montañez vs. Hernández    | 22 de octubre de 2021    | 3     | 5:00   | Miami, Florida         |       |
| Victoria  | 4–2    | Carlos Tenorio          | KO                               | Combate Global: Pérez vs. Roa             | 10 de septiembre de 2021 | 1     | 2:50   | Miami, Florida         |       |
| Victoria  | 3–2    | Michael Martinez        | TKO (golpes)                     | Combate Global: Combat Cup                | 1 de agosto de 2021      | 1     | 3:32   | Miami, Florida         |       |
| Victoria  | 2–2    | Jorge Ramírez           | Decisión (dividida)              | JFL 22                                    | 6 de marzo de 2021       | 3     | 5:00   | Atizapán de Zaragoza   |       |
| Derrota   | 1–2    | Julian Baez             | Decisión (unánime)               | Lights Out Xtreme Fighting 2              | 6 de julio de 2019       | 3     | 5:00   | Burbank, California    |       |
| Derrota   | 1–1    | Hilario Portales        | KO (golpe)                       | Club Hardcore Fighter: Hardcore Fighter 4 | 23 de febrero de 2019    | 1     | 0:08   | Cancún                 |       |
| Victoria  | 1–0    | Francisco Gómez Aguilar | Sumisión (guillotine choke)      | Club Hardcore Fighter: Hardcore Fighter 3 | 3 de noviembre de 2018   | 1     | 0:21   | Cancún                 |       |